# Josep Maria Balcells
Josep Maria Balcells Gené (Espluga Calva, Lérida, 27 de noviembre de 1940) es un periodista y político español.

## Biografía
Licenciado en Filosofía y Letras por la Universidad de Barcelona, su trayectoria profesional ha estado vinculada al periodismo. Ha trabajado en distintos medios, tanto prensa escrita como radio y televisión.
En radio trabajó en la Cadena SER y en Radio Nacional de España. En 1989 se incorpora a Televisión española, presentado el espacio La barbería en el circuito catalán para pasar en 1990 a ser corresponsal en el Vaticano. Un año más tarde se hace cargo de la presentación del Telediario 2ª edición, así como del programa de actualidad política A debate. En mayo de 1992 el Partido Popular exigió su destitución por, a su juicio, mezclar opinión e información.
En septiembre de 1992 es nombrado director de RNE en Cataluña, cargo que ejerce hasta 1996. Entre 1996 y 1999 fue Jefe de prensa del Ayuntamiento de Barcelona y entre 1999 y 2001 subdirector de CÒM Radio, para pasar a la Subdirección Adjunta de Barcelona Televisió.
Entre 2006 y 2010 fue Diputado por el PSC en el Parlamento de Cataluña.
Para las elecciones al Parlamento de Cataluña de 2015 se presentó por Barcelona en la lista de Catalunya Sí que es Pot.
- Datos: Q768680
- Multimedia: Josep Maria Balcells i Gené / Q768680